# Miconia hirsutivena
Miconia hirsutivena är en tvåhjärtbladig växtart som beskrevs av Henry Allan Gleason. Miconia hirsutivena ingår i släktet Miconia och familjen Melastomataceae. IUCN kategoriserar arten globalt som starkt hotad.
Artens utbredningsområde är Ecuador. Inga underarter finns listade i Catalogue of Life.